# Petar Aleksić
Petar Aleksić (Trebigne, 2 novembre 1968) è un ex cestista e allenatore di pallacanestro bosniaco con cittadinanza svizzera.

## Palmarès

### Giocatore
- Coppa di Jugoslavia: 1

FMP Železnik: 1997

### Allenatore
- Campionato svizzero: 6

Fribourg Olympic: 2015-16, 2017-18, 2018-19, 2020-21, 2021-22, 2022-23
- Coppa di Svizzera: 5

Fribourg Olympic: 2016, 2018, 2019, 2022, 2023
- Coppa di Lega svizzera: 3

Fribourg Olympic: 2018, 2020, 2022
- Supercoppa di Svizzera: 4

Fribourg Olympic: 2016, 2020, 2021, 2022